# Vijf artikelen van de remonstranten
In januari 1610 stelden de remonstranten de vijf artikelen van de remonstranten op. De artikelen luiden als volgt:
Wij geloven:
Artikel 1
Dat God, door een eeuwig en onveranderlijk besluit in Jezus Christus Zijn Zoon, voor de grondlegging der wereld besloten heeft om uit het gevallen, zondige menselijke geslacht diegenen in Christus en om Christus' wil en door Christus zalig te maken, die door de genade van de Heilige Geest, in Zijn Zoon Jezus Christus geloven en in dit geloof en in de gehoorzaamheid van het geloof, door dezelfde genade tot aan het einde toe zouden volharden en daarentegen de onbekeerlijken en de ongelovigen in de zonde en onder de toorn te laten en te verdoemen als vreemd van Christus, naar het woord van het heilig evangelie bij Johannes 3:36; Wie in de Zoon gelooft heeft eeuwig leven, wie de Zoon niet wil gehoorzamen zal dat leven niet kennen; integendeel, Gods toorn blijft op hem rusten en andere Schriftplaatsen meer.
Artikel 2
Dat in overeenstemming daarmee Jezus Christus, de Zaligmaker van de wereld, voor allen en voor ieder mens gestorven is, zo, dat Hij voor allen door de dood van het kruis de verzoening en de vergeving der zonden verworven heeft, echter zo, dat niemand deze vergeving der zonden metterdaad geniet, dan alleen de gelovigen, mede naar het woord van het evangelie van Johannes 3:16; Want God had de wereld zo lief dat hij zijn enige Zoon heeft gegeven, opdat iedereen die in hem gelooft niet verloren gaat, maar eeuwig leven heeft. en in 1 Johannes 2:2; Hij is het die verzoening brengt voor onze zonden, en niet alleen voor die van ons, maar voor de zonden van de hele wereld.
Artikel 3
Dat de mens het zaligmakende geloof van zichzelf niet heeft, en ook niet door de kracht van zijn wil, omdat hij in de stand van de afwijking en van de zonde, niets goeds, dat waarlijk goed is (zoals inzonderheid het zaligmakend geloof), uit en van zichzelf kan willen, denken of doen. Maar dat het nodig is, dat hij door God in Christus door de Heilige Geest herboren wordt en vernieuwd, in verstand, gevoel of wil en in alle krachten, opdat hij het ware goed recht moge verstaan, bedenken, willen, en volbrengen naar het woord van Christus in Johannes 15:5; Ik ben de wijnstok en jullie zijn de ranken. Als iemand in mij blijft en ik in hem, zal hij veel vrucht dragen. Maar zonder mij kun je niets doen..
Artikel 4
Dat deze genade van God is het begin, de voortgang en de voltooiing van alle goeds, ook zo ver, dat de wedergeboren mens zelf, zonder deze voorgaande of toekomende, opwekkende, volgende en medewerkende genade, noch het goede kan denken, willen of doen en ook geen enkele verzoeking ten kwade kan weerstaan. Zodat alle goede daden of werkingen die men maar bedenken kan, toegeschreven moeten worden aan de genade van God in Christus. Maar als het gaat om de manier van de werking van deze genade, deze is niet onwederstandelijk, want er staat van velen geschreven, dat zij de Heilige Geest wederstaan hebben, Handelingen 7 en elders op vele plaatsen.
Artikel 5
Dat zij, die Jezus Christus door een waar geloof zijn ingelijfd en derhalve Zijn levendmakende Geest deelachtig zijn geworden, overvloedige kracht hebben om tegen de satan, de zonde, de wereld en hun eigen vlees te strijden en de overwinning te verkrijgen, welteverstaan: altijd door de bijstand van de Heilige Geest. En dat Jezus Christus hen door Zijn geest in alle verzoekingen bijstaat, de hand biedt en wanneer zij maar alleen ten strijde bereid zijn en Zijn hulp begeren en niet in gebreke blijven, staande houdt, zodat zij door geen list, noch door geweld van de satan verleid of uit de handen van Christus getrokken kunnen worden, naar het woord van Christus: Niemand zal ze uit Mijn hand rukken (Johannes 10:29). Maar of zij niet door nalatigheid het beginsel van hun wezen in Christus verlaten, de tegenwoordige wereld weer aannemen, van de heilige leer, die hun eenmaal is overgegeven afwijken, de goede consciëntie verliezen, de genade verwaarlozen, zou eerst nader uit de Heilige Schrift onderzocht moeten worden, voordat wij met volle verzekering van ons gemoed zouden kunnen leren.

## Dordtse Leerregels
De Dordtse Leerregels zijn een weerlegging van de Vijf artikelen van de remonstranten, de Dordtse Leerregels worden daarom ook wel de Vijf artikelen tegen de remonstranten genoemd. De Gereformeerden verwierpen de vrije wil van de mens, en stelden dat God 'vóór de grondlegging der wereld' in een 'eeuwig besluit' heeft bepaald wie de gift van het geloof krijgt. De Gereformeerden leerden hiermee de dubbele predestinatie.
De Dordtse Leerregels zijn opgesteld op de Synode van Dordrecht. Voorzitter van de Synode was Johannes Bogerman, een tegenstander van de remonstranten. De remonstranten werden niet als gelijkwaardige partij, maar als beklaagden opgeroepen. Op 14 januari 1619 werden de remonstranten uitgesloten van de beraadslagingen van de Synode, die vervolgens de contraremonstranten gelijk gaf. Tweehonderd Remonstrantse predikanten werden uit het ambt gezet, waarop deze in Antwerpen de Remonstrantse Broederschap oprichtten.